# John Ford Bygott
John Ford Bygott, britanski general, * 1895, † 1985.